# 九三式中間練習機
川西 九三式中間練習機
飛行中の九三式陸上中間練習機
- 用途：練習機
- 製造者：川西航空機
- 運用者： 大日本帝国（海軍）
- 生産数：5,770機
- 生産開始：1934年（昭和9年）
- 退役：1947年（昭和22年）（インドネシア空軍）
- 運用状況：退役

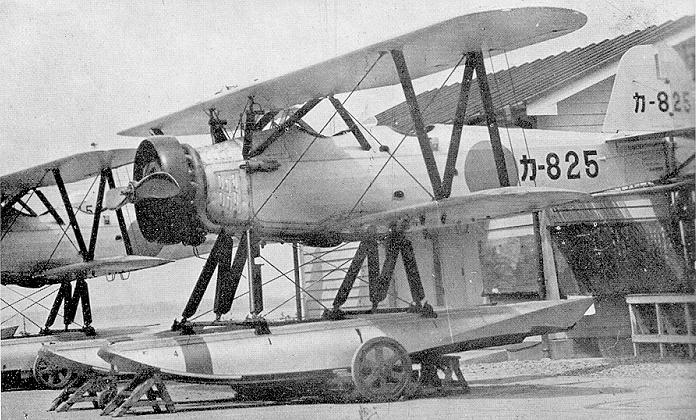
九三式水上中間練習機 K5Y2

九三式中間練習機（きゅうさんしきちゅうかんれんしゅうき、旧字体：九三式中間練󠄀習󠄁機、K5Y、連合軍コードネームはWillow）は、大日本帝国海軍の練習機。日本軍の練習機は目立つように橙色に塗られていたことから別名「赤とんぼ」と呼ばれていたが、本機はその内の代表的な機体のひとつである。

## 開発
昭和初期まで、日本海軍では一〇式艦上偵察機や一四式水上偵察機などの旧式になった偵察機などを練習機として運用していたが、老朽化による稼働率の低下に加え、実用機の性能が向上したことによりこれらの機体では能力が不足するようになってきた。そこで海軍では1930年（昭和5年）に海軍航空技術廠（空技廠）で新型の中間練習機の開発に着手し、1931年（昭和6年）に1号機を完成させた。九一式中間練習機と名づけられたこの機体は近代的な機体で高速だったが、安定性に問題があったため量産されずに終わった。
同年11月、この九一式中間練習機の改良型の開発と増加試作が川西航空機に指示された。川西では、空技廠と共同で改造に取り組み、1933年（昭和8年）12月に試作1号機が完成した。機体構造が鋼管または木製骨組に羽布張りで後退角の付いた上翼を持つ点は九一式中間練習機と同じだったが、主翼や尾翼の形状の変更、上翼の取り付け位置変更が行われ、実用性向上のため細かい改良がなされていた。審査の結果、安定性、操縦性、実用性とも申し分のない機体となったため、1934年（昭和9年）1月末に九三式中間練習機として正式採用された。

## 運用
制式採用後、川西で60機が作られたのを皮切りに、渡辺鉄工所や日本飛行機、日立航空機、中島飛行機、三菱重工業などの海軍と関係を持った航空機製造会社のほぼ全てによって大量生産が行なわれた。これは軍が主力企業以外の民間工場にも航空機制作の習熟を行なわせる施策をとっていたための持ち回り当番とされている。九三式中間練習機は海軍のあらゆる練習航空隊に配備され、1945年（昭和20年）の第二次世界大戦終結まで用いられた。安定性・信頼性が非常に高く扱い易いながらも、同時に高等曲技飛行も可能なほどの操縦性を持ち合わせ、多くの練習生がこの機体から巣立っていった。陸上機型の九三式陸上中間練習機（K5Y1）のほかに水上機型の九三式水上中間練習機（K5Y2）も相当数生産され、水上機の搭乗員養成に一役買った。一部の機体は民間でも使われ、訓練飛行や空中写真撮影などに広く用いられた。
また、性能向上をもくろんだ改良型も試作され、川西と渡辺がそれぞれ中島「寿二型改一」（580 hp）装備の十一試水上中間練習機（K6K/K6W）を、空技廠が「天風二一型」（480 hp）装備の九三式水上中間練習機改（仮称九三式水上中間練習機一二型・K5Y3）、「天風二一A型」（480 hp）装備の九三式陸上中間練習機改（仮称九三式陸上中間練習機一二型・K5Y4）、「天風一五型」（515 hp）装備の仮称九三式陸上中間練習機一三型（K5Y5）を製作したが、いずれも性能が要求に達さず量産化はなされていない。
第二次世界大戦の中期以降、実用機の世界的な性能向上のため、本機を初等練習機として使用することも多くなってきた。陸軍でも、従来は中間練習機とされた九五式一型練習機から初等訓練を始めるようになる。そのほか、931空所属機は対潜哨戒任務の空母艦載機として運用された。戦争末期には制空権を握った敵軍に目立つことから機体上面は作戦機と同じ濃緑色に塗られるようになった。

### 特別攻撃隊

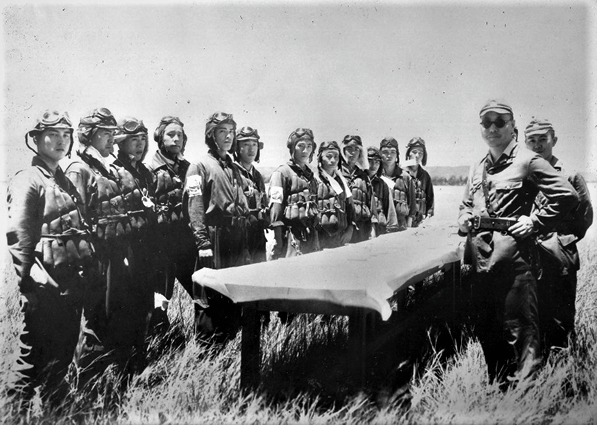
本機によって編成された神風特別攻撃隊「第3龍虎隊」の特攻隊員、左から5人目が隊長の三村弘上飛曹

本来の実用機の不足を補うため、本機がアルコール燃料でも稼動可能なことから、機体全体を濃緑色で塗装した上に後席に増槽としてドラム缶を装着し、機体強度と発動機推力の限界に近い250 kg爆弾を積み込んでの特攻に駆り出されることとなった。芙蓉部隊指揮官美濃部正少佐は、木更津基地で開催されたとされる連合艦隊の会議において本機のような、練習機まで特攻に駆り出そうとする軍の方針に反対したと主張しているが、フィリピンでの決戦に敗れて大量の作戦機を喪失していた日本軍は、戦力化できるものは何でもつぎ込まざるを得ない状況に追い込まれていた。
1944年11月、沖縄海軍航空隊で偵察や対潜哨戒任務を行っていた搭乗員が石垣島に派遣されて「石垣島派遣隊」として編成された。1945年4月には、連合軍が沖縄に進攻してきて沖縄戦が開始され、翌1945年5月、「石垣島派遣隊」は台湾の新竹基地に移動し第一三二海軍航空隊に編入されることとなったが、その際に全搭乗員が志願の有無にかかわらず特攻隊員に任じられた。それも、今まで操縦してきた、水上偵察機や艦上爆撃機ではない、複葉練習機の本機での特攻出撃と聞かされて、搭乗員たちは驚きを隠せなかったという。
特攻隊員は虎尾基地に移動して猛訓練を行った。元々、実戦部隊から編成された「石垣島派遣隊」の搭乗員の練度は当時の日本軍航空兵の平均から見ると高く、小隊長の下士官は操縦年数2年で飛行時間が800時間程度、もっとも若くて未熟な搭乗員でも300時間ぐらいで、約100時間の飛行時間で出撃する特攻隊員も多い中で、比較的熟練した搭乗員が揃っていたと言える。その搭乗員らは、劣速の本機での特攻は夜間の出撃が必須で、なおかつレーダーに捉えられない海面すれすれの高度5 mで飛行しなければならなかったので、厳しい訓練が繰り返されて、当初は「暗い夜道を1人でとぼとぼと歩くような心細さ」で「すべてが不信と不安で一杯となり、訓練半ばで着陸することもあった」搭乗員らもやがて完全に夜間の超低空飛行ができるようになった。零式艦上戦闘機の最新型である零戦52型丙型や、急降下爆撃機彗星一二型の夜間戦闘機型「戊型」といった新鋭機種を優先的に配備されて、燃料節約や、未熟な搭乗員の航法の負担を軽減するために、飛行巡航高度を、飛行が容易な3,000 - 4,000 mとして、特に有効なレーダー対策も行っていなかった芙蓉部隊のような第1線部隊とは、与えられた機体や置かれた状況が違いすぎるため、かような厳しい訓練を課す必要があった。
虎尾基地で訓練を受けている搭乗員で編成される特攻隊は、基地の名前から「龍虎隊」と名付けられた。龍虎隊の隊員のなかには、「石垣島派遣隊」の搭乗員の他にも、虎尾基地の零戦が枯渇したため、やむなく本機で夜間爆撃訓練を受けていた非常に操縦技術が高い精鋭や、歴戦の零戦操縦士の角田和男少尉によれば、熟練搭乗員のなかでも、不時着による機体破損回数の多い搭乗員や、出撃時何らかの理由で途中引き返した回数の多い搭乗員も懲罰的に選ばれていたという。先着組の「龍虎隊」は、まず1945年5月20日に「第1龍虎隊」の本機8機、6月9日には「第2龍虎隊」の本機8機が台湾から出撃したが、いずれも天候等の問題もあって宮古島、石垣島、与那国島に不時着し攻撃に失敗している。
2度の失敗で、やはり練習機の本機に250 kgの爆弾を搭載しての長時間飛行は困難と判断されたため、宮古島に前進して飛行距離を短縮することとした。「石垣島派遣隊」のときから搭乗員を率いてきた三村弘上飛曹を指揮官とした8機の本機が宮古島に前進し、1945年7月29日に「第3龍虎隊」として出撃が命じられた。宮古島飛行場は滑走路が短く、低速の上、250kg爆弾搭載の過大な機体重量という悪条件のなかで、猛訓練で鍛えられた特攻隊員らが操縦する本機は次々と離陸し、見送っている地上要員を感心させたが、佐原正二郎一飛曹の機体だけが車輪がパンクして離陸ができなかった。7機となった「第3龍虎隊」であったが、そのうち隊長の三村と吉田節雄一飛曹の機体がエンジントラブルに見舞われて引き返し、吉田の機体は飛行場までもたず、近くの畑に不時着し、吉田は重傷を負って再出撃できず、結果的に「第3龍虎隊」唯一の生存者となった。

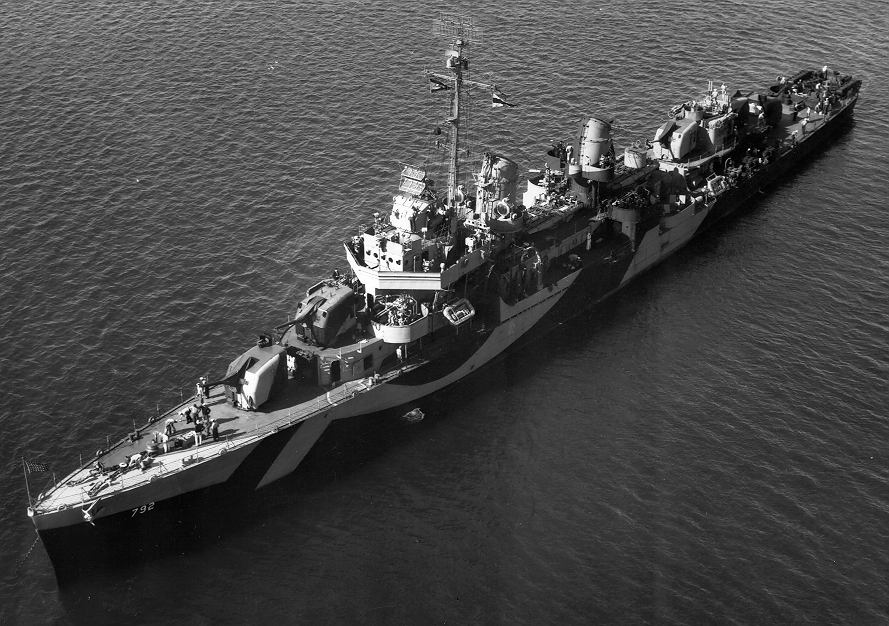
本機による特別攻撃で撃沈された駆逐艦キャラハン

午前0時31分、沖縄本島真西35マイルでレーダーピケット任務についていた、「キャラハン」、「カッシン・ヤング」、「プリチェット」の3隻の駆逐艦は接近してくる1機の正体不明機を発見、34分にキャラハンはその機を敵機と判断して砲撃を開始したが、すでに200 mの位置まで接近していた。こんな近距離まで本機が発見されなかったのは、本機が巧みな低空飛行で接近してきたことと、機体が木製や布製でありレーダーで探知困難だったためである。キャラハンのC.M.バーソルフ艦長は接近してくる敵機が、零戦でも艦爆でもなく85ノットの低速で飛行する複葉機と知って驚いたが、その機は雨あられと浴びせられている対空砲火に全く損害を受けてないかのように、第3上部給弾室付近に激突し、搭載爆弾は甲板を貫通して機械室で爆発し、機械室内にいた乗組員全員が戦死した。また搭載されていた航空燃料で発生した猛烈な火災が弾薬庫に達するのは時間の問題と思われたので、バーソルフ艦長は総員退艦を命じた。沖縄戦当初から特攻機と戦ってきた「キャラハン」はこれが最後の任務で、完了後にはようやく帰国できる予定であったが、それがかなうことなく、火災による誘爆が連鎖するなかで、士官1名、下士官兵46名が戦死、73名が負傷し、特攻機が突入した約3時間後に艦尾から沈んでいった。

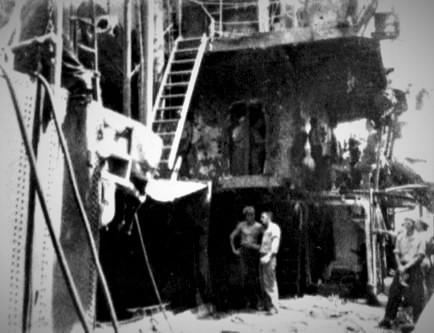
本機による特別攻撃で大破した駆逐艦カッシン・ヤングの艦上

沈み行く「キャラハン」の乗組員を「カッシン・ヤング」、「プリチェット」が救出していたが、「キャラハン」が攻撃を受けた数時間後に2機の特攻機が現れて、救出作業中の2隻に突入してきた。2隻は特攻機に激しい対空砲火を浴びせたが、「キャラハン」に突入した1機のように、これらの弾丸は特攻機に命中しているが、全て貫通してしまい損害を与えていないようにも見えた。その1機は「プリチェット」に命中したが、角度が悪く斜めに激突したため、大きな損傷を与えることなく海上に落下してしまった。もう1機は「カッシン・ヤング」に命中直前の30 m距離で、ようやく対空砲火によって撃墜された。
機体故障とパンクで出撃できなかった指揮官の三村と佐原は、翌7月30日宮古島からわずか2機で出撃、そのなかの1機が、奇しくも昨日「第3龍虎隊」と戦った後に、「キャラハン」の負傷した乗組員を病院船に運び、レーダーピケット任務に復帰した「カッシン・ヤング」、「プリチェット」と接触した。またも、巧みな低空飛行と木製・布製の機体によって、2隻が特攻機を発見できたのが、特攻機が一旦上昇後に、突入のため急降下を開始したときであった。対空砲火は間に合わず、特攻機は「カッシン・ヤング」後部の救助艇用のダビットに命中、艦は大破し、27名が戦死し、41名が負傷するといった甚大な損害を被った、図らずも前日戦友が討ち漏らした標的に突入した形となった。
残る1機も、対潜哨戒任務中の輸送駆逐艦「ホラス・A・バス」に低空飛行で接近、発見されたときには同艦の船楼に命中し、それをなぎ倒し、1名の戦死者と15名の負傷者が生じた。2日渡った「第3龍虎隊」の攻撃で、アメリカ軍は1隻の駆逐艦が沈没、1隻が大破、2隻が損傷し、4隻で75名の戦死者と129名の負傷者という損害を被った。
わずか7機の本機に痛撃を被ったアメリカ軍は、練習機での特攻を脅威と認識、効果が大きかった要因を以下のように分析し、高速の新鋭機による特攻と同等以上の警戒を呼び掛けている
- 木製や布製でありレーダーで探知できる距離が短い。
- 近接信管が作動しにくい（通常の機体なら半径100フィート（約30 m）で作動するが、93式中間練習機では30フィート（約9 m）でしか作動しない）。
- 対空火器のMk.IV20 mm機関砲は、エンジンやタンクといった金属部分に命中しないと信管が作動せずに貫通してしまい効果が薄い。ただし、ボフォース 40mm機関砲は木造部分や羽布張り部分でも有効であった。
- 非常に機動性が高く、巧みに操縦されていた。

本機より一足先に特攻機として実戦に投入されていた練習機白菊も戦果を挙げており、練習機の特攻投入を激しく批判したとされる美濃部率いる芙蓉部隊が、沖縄の飛行場攻撃と並行してアメリカ軍の艦船攻撃を続けながら、全く戦果を挙げることができなかったのとは対照的であった。
アメリカ軍側は本機や同じ練習機の白菊や九九式艦上爆撃機の様に通常攻撃ではアメリカ軍艦艇を攻撃することすら困難になっていた固定脚等の旧式機が、特攻では戦果を挙げていることを見て「こうした戦術（特攻）は、複葉機やヴァル（九九式艦上爆撃機）のような固定脚の時代遅れの航空機でも作戦に使用できるという付随的な利点があった」と評価している。
本土決戦では、本機を中心とした練習機も特攻機として投入される計画であり、陸海軍の練習機合計4,450機が特攻機用に改修されていた。陸上機、水上機合計5,591機が生産され、この内半数近くは日本飛行機製であったが、製造機数の多さと練習機という任務から、終戦時に残存していた機体数は海軍の機種の中では最も多かった。

### 戦後

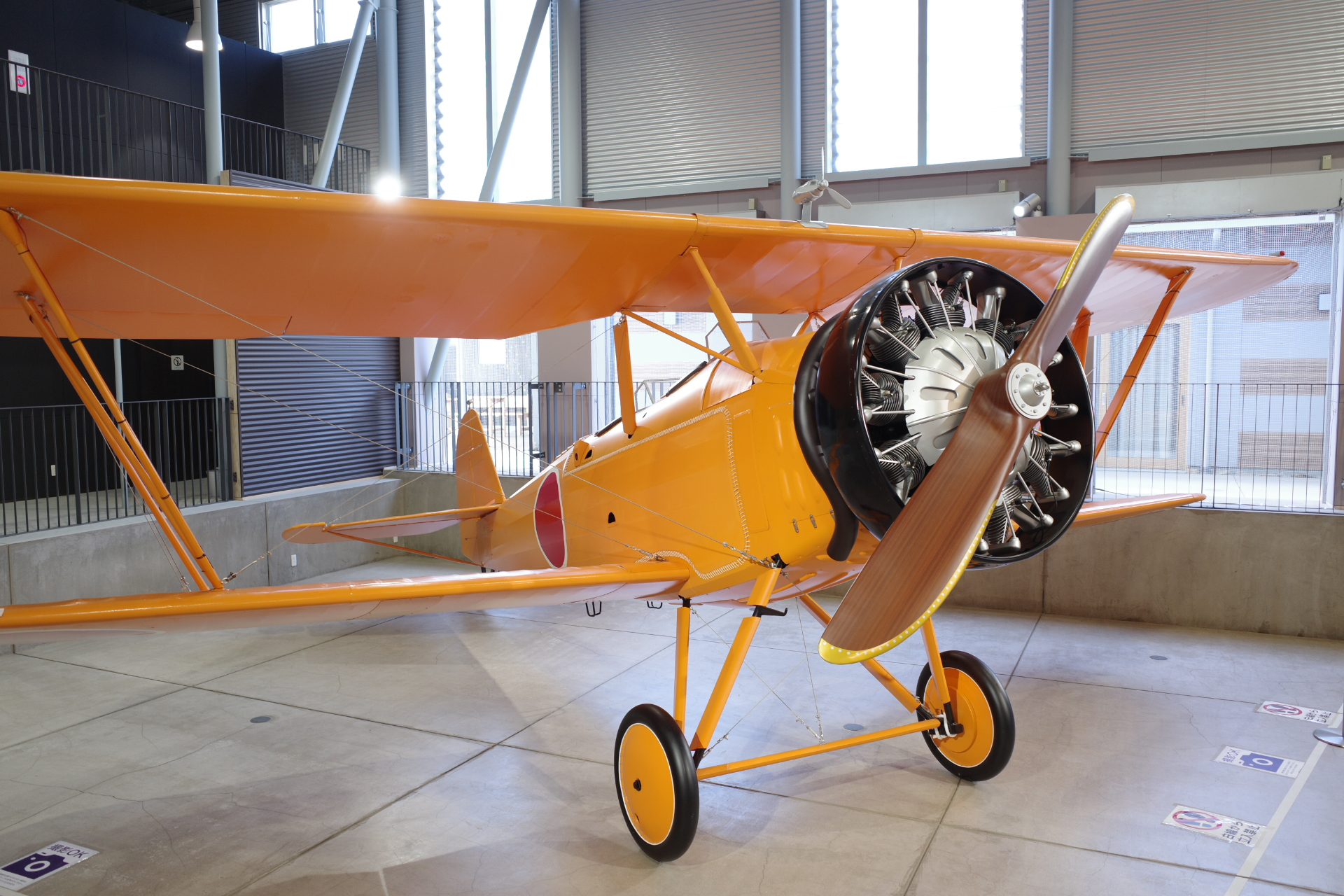
人吉海軍航空基地資料館の実物大模型

戦後、インドネシア独立戦争にて九三式中間練習機はインドネシア共和国軍によって練習機などとして広く使われた。だが、ほとんどはインドネシア旧宗主国のオランダ空軍による飛行場への爆撃により、1947年（昭和22年）までにはほぼ破壊されてしまった。現在、そのなかの1機がインドネシアのサトリアマンダラ博物館に保存されている。
また、2021年（令和3年）より熊本県球磨郡錦町の人吉海軍航空基地資料館（ひみつ基地ミュージアム）にて実物大模型の展示が行われている。2022年（令和4年）には、福岡市科学館にて主翼リブの複製品を製作するワークショップが開催され、製作されたリブ群は同年の特別展にて展示されている。

## 要目 (K5Y1)
- 翼幅: 10.99 m
- 全長: 8.05 m
- 全高: 3.20 m
- 翼面積: 27.7 m2
- 自重: 1,000 kg
- 全備重量：1,500 kg
- 発動機: 日立「天風一一型」空冷星型9気筒 340 hp × 1
- 最大速度: 214 km/h
- 巡航速度: 148 km/h
- 上昇率: 3,000 m まで 13.5 min
- 実用上昇限度: 5,700 m
- 航続距離: 1,017 km
- 乗員: 2 名
- 武装: 
  - 7.7 mm固定機関銃 × 1
  - 7.7 mm旋回機関銃 × 1
  - 30 kg爆弾 × 2または10 kg爆弾 × 6